# Demirli (Çaykara)
Demirli is een dorp in het Turkse district Çaykara en telt 296 inwoners (2000).
Centrale districtsplaats (İlçe Merkezi): Çaykara
Gemeenten (Beldeler): Ataköy · Karaçam · Taşkıran · Uzungöl
Dorpen (Köyler):
Akdoğan · Arpaözü · Aşağıkumlu · Baltacılı · Çambaşı · Çamlıbel · Çayıroba · Demirkapı · Demirli · Derindere · Eğridere · Kabataş · Kayran · Koldere · Köknar · Köseli · Maraşlı · Soğanlı · Şahinkaya · Şekersu · Taşlıgedik · Taşören · Ulucami · Uzuntarla · Yaylaönü · Yeşilalan · Yukarıkumlu